# Labetze-Bizkai
Labetze-Bizkai  (en francès i oficialment Labets-Biscay), és un municipi de la Baixa Navarra, un dels set territoris que formen el País Basc, al departament dels Pirineus Atlàntics i a la regió de la Nova Aquitània. Limita amb les comunes de Burgue-Erreiti al nord, Gabadi i Ilharre a l'est, Martxueta a l'oest, Behauze al sud-oest, Amendüze-Unaso i Lüküze-Altzümarta al sud.

## Demografia
| Evolució de la població |      |      |      |      |      |      |      |      |
| 1793                    | 1800 | 1806 | 1821 | 1831 | 1836 | 1841 | 1846 | 1851 |
| 342                     | 275  | 282  | 356  | 376  | 399  | 514  | 516  | 460  |

| 1856 | 1861 | 1866 | 1872 | 1876 | 1881 | 1886 | 1891 | 1896 |
| ---- | ---- | ---- | ---- | ---- | ---- | ---- | ---- | ---- |
| 453  | 404  | 384  | 407  | 392  | 356  | 349  | 335  | 299  |

| 1901 | 1906 | 1911 | 1921 | 1926 | 1931 | 1936 | 1946 | 1954 |
| ---- | ---- | ---- | ---- | ---- | ---- | ---- | ---- | ---- |
| 325  | 338  | 318  | 329  | 309  | 301  | 290  | 286  | 245  |

| 1962 | 1968 | 1975 | 1982 | 1990 | 1999 | 2006 | 2011 | 2016 |
| ---- | ---- | ---- | ---- | ---- | ---- | ---- | ---- | ---- |
| 234  | 226  | 226  | 214  | 197  | 166  | 158  | -    | -    |

| 2019 | - | - | - | - | - | - | - | - |
| ---- | - | - | - | - | - | - | - | - |
| -    | - | - | - | - | - | - | - | - |

## Administració
| Data d'elecció                               | Identitat          | Qualitat |
| -------------------------------------------- | ------------------ | -------- |
| Les dades anteriors a 1995 són desconegudes. |                    |          |
| 1995                                         | Félix Mendiburu    |          |
| 2001                                         | Josette Harismendy |          |